# Ralf Stambula
Ralf Stambula (* 13. April 1954 in Düsseldorf) ist ein ehemaliger deutscher Radrennfahrer.
Stambula begann mit dem Radsport im Verein RSV Düsseldorf-Rath 1964. 1971 gewann Ralf Stambula die erste Austragung der Internationalen 3-Etappen-Rundfahrt für Junioren, vor Dietrich Thurau. 1975 und 1978 wurde Ralf Stambula deutscher Meister in der Mannschaftsverfolgung. Bei den UCI-Bahn-Weltmeisterschaften 1984 in Barcelona wurde Ralf Stambula Dritter im Steherrennen der Amateure, hinter Schrittmacher Ehrenfried Rudolph. 1982 kam bei er den UCI-Bahn-Weltmeisterschaften ebenfalls ins Finale der Steher und wurde 7.
Er gehörte zwölf Jahre zur deutschen Nationalmannschaft. Nach einem schweren Sturz beendete er seine Radsport-Laufbahn.
Von 2005 bis 2016 war Stambula Sportlicher Leiter des Koga Ladies Cycling Teams. Seit 2017 leitet Stambula das Nachfolgeteam d.velop-cycle cafe ladies.